# Kutno (Landgemeinde)
Die gmina wiejska Kutno ist eine selbständige Landgemeinde in Polen im Powiat Kutno in der Woiwodschaft Łódź. Ihr Sitz befindet sich in der Stadt Kutno. Die Landgemeinde, zu der die Stadt Kutno selbst nicht gehört, hat eine Fläche von 122,3 km², auf der (Stand: 31. Dezember 2020) 8753 Menschen leben.

## Geographie
86 % des Gemeindegebiets werden landwirtschaftlich genutzt, 6 % sind mit Wald bedeckt.

## Geschichte
Von 1975 bis 1998 gehörte die Landgemeinde zur Woiwodschaft Płock.

## Gemeindegliederung
Die Landgemeinde Kutno besteht aus folgenden 40 Ortschaften mit Schulzenämtern:
Bielawki
Boża Wola
Byszew
Florek
Gołębiew
Grabków
Gnojno
Julinki
Komadzyn
Kotliska
Krzesin
Leszczynek
Leszno
Malina
Marianki
Nagodów
Nowa Wieś
Nowy Gołębiewek
Piwki
Podczachy
Raciborów
Sieciechów
Sieraków
Stanisławów
Stary Gołębiewek
Strzegocin
Wierzbie
Woźniaków
Wroczyny
Wysoka Wielka
Żurawieniec
Weitere Ortschaften der Landgemeinde sind:
Adamowice
Adamów
Byszew-Kaczyn
Dębina
Dudki
Franki Wroczyńskie
Głogowiec
Kalinowa
Kolonia Sójki
Kolonia Strzegocin
Krzesin-Parcel
Krzesinówek
Kuczków
Michałów
Nowe Sójki
Obidówek
Ryków
Siemiennik
Stara Wieś
Stary Gołębiew
Włosków
Wysoka Duża